# Parlamentsvalget i Portugal 1991
Parlamentsvalget i Portugal 1991 blev afholdt den 6. oktober 1991.

## Resultat
| Parti                                       | Stemmer   | %      | Mandater |
| Partido Social Demócrata (PSD)              | 2.902.351 | 50,60  | 135      |
| Partido Socialista (PS)                     | 1.670.758 | 29,13  | 72       |
| Coalición Democrática Unitaria (CDU)        | 504.583   | 8,80   | 17       |
| Centro Democrático Social (CDS)             | 254.317   | 4,43   | 5        |
| Partido de la Solidaridad Nacional (PSN)    | 96.096    | 1,68   | 1        |
| Partido Socialista Revolucionario (PSR)     | 64.159    | 1,12   | 0        |
| PCTP/MRPP                                   | 48.542    | 0,85   | 0        |
| Partido Renovador Democrático (PRD)         | 35.077    | 0,61   | 0        |
| Partido Popular Monárquico (PPM)            | 25.216    | 0,44   | 0        |
| Partido Democrático del Atlántico (PDA)     | 10.842    | 0,19   | 0        |
| Frente de la Izquierda Revolucionaria (FER) | 6.661     | 0,12   | 0        |
| Unión Democrática Popular (UDP)             | 6.157     | 0,11   | 0        |
| Blanke stemmer                              | 47.652    | 0,83   |          |
| Ugyldige stemmer                            | 63.020    | 1,10   |          |
| Total                                       | 5.735.431 | 100,00 | 230      |